# 卓洛回族乡
卓洛回族乡是中华人民共和国甘肃省甘南藏族自治州临潭县下辖的一个民族乡。

## 行政区划
卓洛回族乡下辖以下村级行政区划单位：
上园子村、下园子村和日扎村。